# Silva Oja
Silva Oja (ur. 17 stycznia 1961) – estońska lekkoatletka specjalizująca się w krótkich biegach płotkarskich. W czasie swojej kariery reprezentowała Związek Socjalistycznych Republik Radzieckich.
W 1977 r. zajęła VI miejsce w finale biegu na 100 metrów przez płotki podczas mistrzostw Europy juniorek w Doniecku. Największy sukces na arenie międzynarodowej odniosła w 1979 r. w Bydgoszczy, zdobywając srebrny medal mistrzostw Europy juniorek w biegu na 100 metrów przez płotki (z czasem 13,57; za Leną Spoof).